# 65 Infanteria
65 Infantería es el segundo álbum discográfico lanzado por la Orquesta Narváez en noviembre de 2013 y se llama así en honor al regimiento de voluntarios puertorriqueños del Ejército de los Estados Unidos que participaron en la Primera y Segunda Guerra Mundial, así como en la Guerra de Corea, bajo el nombre de "Regimiento 65 de Infantería". 

## Producción
Este álbum cuenta con un sonido característico de la salsa de los años 70. El cantante Renzo Padilla indicó que para lograr ese sonido, se mandaron a traer unos equipos desde Alemania con los cuales buscaron darle ese sonido “setentero” que era lo que quería Dewell con el retorno de su orquesta. Este álbum está bajo la dirección del trombonista y líder de la orquesta, Dewell Narvaez.
También se le hace un pequeño homenaje a Arsenio Rodríguez con el tema de estilo son montuno llamado «Bruja Mariqua» (inspirado en el clásico de Rodríguez, Bruca Manigua).

## Lista de canciones
| N.º | Título             | Compositor(es) | Duración |  |
| 1.  | «El Otoño»         |                | 5:51     |  |
| 2.  | «Vamos A Gozar»    |                | 7:41     |  |
| 3.  | «Tu Veras»         |                | 5:48     |  |
| 4.  | «Elsie De Chelsea» |                | 5:59     |  |
| 5.  | «Me Voy»           |                | 7:57     |  |
| 6.  | «Seguiré Cantando» |                | 7:21     |  |
| 7.  | «Bruja Mariqua»    |                | 5:49     |  |
| 8.  | «Mi Amor»          |                | 6:19     |  |
| 9.  | «65 Infantería»    |                | 10:24    |  |

## Personal

### Músicos
- Trombones - Dewell Narvaez (1er Trombón y Líder de la banda) y Reynaldo Jorge
- Cantante(s) - Frankie Vásquez, Julio Salgado, Ray Bayona, Renzo Padilla y Willie Amadeo
- Coros - José Mangual Jr., Luis Soto, Rafael De Jesus Jr. y Willie Amadeo
- Timbales - David Lugo
- Conga - Milton Cardona
- Bongos - José Mangual Jr.
- Piano - Victor Santos
- Bajo - Adalberto Ibarra
- Percusión - José Mangual Jr. y Cyro Baptiste
- Arpa - Edmar Castaneras

### Créditos
- Productor - Dewell Narvaez
- Ingeniero de sonido – David Kowalski
- Arreglos musicales - Dewell Narvaez